# 伊藤知子
伊藤 知子（いとう ともこ、女性、1983年11月4日 - ）は、日本の元プロボクサー。新潟県上越市出身。シャイアン山本ボクシングジムに所属していた。元WBCアトム級ランカー。

## 来歴
修道館でボクシングを始め、2006年4月30日、岡山オレンジホールにて森山晶戦でデビューも引き分け。
10月29日、新宿FACEでの「女祭り」で渡辺まりかと対戦し、2戦連続引き分け。
2007年2月12日、新木場1stRINGにて久保真由美と対戦して初勝利。
6月24日、新宿FACEで伊藤まみと対戦し、4回TKO負け。
8月24日、韓国でシン・ヨンジュと対戦して引き分け。
2008年、JBCボクサーライセンスを取得。5月9日の後楽園ホールでの旗揚げ興行「G Legend」で伊藤まみと再戦。3回に偶然のバッティングによる負傷判定3-0で勝利。
8月14日、パットヨー・ガイペットパヨムに1回KO勝利。
11月19日、後の東洋太平洋王者柴田直子と対戦し、0-3判定負け。
その後、WBCランク入りを果たすが、引退。

## 戦績
- JBC公認前:5戦 1勝 1敗 3分
- JBC公認後:3戦 2勝 1KO 1敗